# Raša
Raša je naselje v Občini Sežana ob istoimenskem potoku v ozki dolini Krasca.